# Burne Hogarth
Pour les articles homonymes, voir Hogarth.
Burne Hogarth (né Spinoza Bernard Ginsburg) est un auteur de bande dessinée, illustrateur et enseignant américain né le 25 décembre 1911 à Chicago dans l'Illinois et décédé le 28 janvier 1996 à Paris 14e. Il est principalement connu pour ses travaux sur l'anatomie, et la bande dessinée Tarzan dont il a été le dessinateur à partir de 1936.

## Biographie
La carrière de dessinateur commence tôt pour Burne Hogarth. Il se voit confier dès 1935, le dessin du daily strip (Pieces of Eigh), une histoire de pirates écrite par Charles Driscoll (en) où il dessine des décors d’une assez grande complexité, illustrant les escales des personnages qu'il met en scène. Mais il quitte rapidement Driscoll pour succéder en 1936 à Hal Foster sur la page dominicale du comic strip populaire Tarzan. Il y exprime tout son art, mettant son héros dans les positions les plus délicates, là où sa musculature est mise à rude épreuve. Les décors sont aussi des plus particuliers (lianes démesurées, arbres gigantesques, enchevêtrements complexes de branches) et démontrent l’amour que porte Burne Hogarth à l'art baroque, auquel peut être assimilée sa bande dessinée[réf. nécessaire]. 
Malgré le public qu’il avait acquis grâce à Tarzan, il décide de créer un autre personnage, Drago (jeune gaucho argentin en lutte contre le baron Zodiac et sa bande de nazis). Cela dit, il ne rencontrera pas le même succès sur cette œuvre-là, que sur Tarzan. Même constat lorsqu’en 1948, il invente Miracle Jones, un petit binoclard timide rêvant sa vie entouré de femmes superbes dont les aventures humoristiques sont diffusées durant 11 mois dans la presse américaine. 
En 1950, il quitte cependant Tarzan pour se consacrer à la Cartoonists and Illustrators School, une école d'art pour illustrateurs et dessinateurs de bande dessinée qu'il avait fondée à New York en 1947 avec Silas H. Rhodes. L'école, renommée School of Visual Arts en 1956, accueille de nombreux vétérans de la seconde guerre mondiale, et forme de nombreux artistes de l'âge d'argent des comics. Hogarth rassemble ses cours de dessin en six volumes publiés.
En 1972, la maison d'édition de Beaux-Arts américaine Watson-Guptill publie simultanément en onze langues une adaptation de la première moitié du roman Tarzan seigneur de la jungle où Hogarth, débarrassé des contraintes de la publication hebdomadaire, apporte une lecture épique au roman de Burroughs. Quatre ans plus tard, il adapte quatre nouvelles de Jungle Tales of Tarzan (en) en un nouvel album épais où il utilise tous les ressorts offerts par la double-page pour réaliser une bande dessinée d'aventure spectaculaire. Ces deux ouvrages, destinés à un public adulte, ont démontré qu'il existait des acheteurs pour des albums non pré-publiés à l'époque où ceci ne se faisait plus aux États-Unis ; ils ont ainsi été considérés comme des pionniers du roman graphique .
Hogarth meurt à Paris en 1996, à l'âge de 84 ans, après avoir été reçu comme invité d'honneur du Salon international de la bande dessinée d'Angoulême.

## Publications

### Bande dessinée
- Tarzan.
  - Tarzan, seigneur de la jungle.
  - Tarzan & Les Éléphants.
  - Tarzan & Les Aventuriers.
  - Tarzan & Les Pygmées.
- Miracle Jones.
- Drago.

### Pédagogie
- Dynamic wrinkles and drapery by Burne Hogarth, Watson-Guptill Publications, 1992.
- Dynamic figure drawing (En français: Le Dessin de nu facile), 1993.
- Dynamic anatomy, Watson-Guptill Publications (en français: Le Dessin anatomique facile), 1993.
- Le Dessin sans peine; contenant : Le dessin de nus - Le dessin anatomique - Le portrait - Dessiner les mains - Costumes et drapés - Ombres et lumières. Publié antérieurement sous des titres légèrement différents.
- Le Portrait sans peine, édition Taschen.
- Dynamic light and shade, édition Taschen (en français: Ombres et Lumière sans peine).

## Prix et distinctions
- 1974 : prix spécial de la National Cartoonists Society (NCS)
- 1975 : prix de l'illustration publicité de la NCS
- 1978 : prix Inkpot
- 1984 :  prix Yellow-Kid « une vie consacrée à l'illustration », remis par l'organisation du festival de bande dessinée de Lucques, pour l'ensemble de son œuvre
- 1985 :  prix Adamson du meilleur auteur international pour l'ensemble de son œuvre
- 1992 : prix de l'illustration de magazine et de livre de la NCS
- 2010 : Temple de la renommée Will Eisner (à titre posthume)

### Documentation
- Élisabeth Hardy et Jean-Claude Faur, Hogarth 1935-1985, Bibliothèque municipale de Marseille, 1985.
- Claude Le Gallo, « Burne Hogarth », Phénix, no 19,‎ 1971, p. 2-11.
- (en) Kyle Ryan, « Hogarth, Burne », dans M. Keith Booker (dir.), Encyclopedia of Comic Books and Graphic Novels, Santa Barbara, Grenwood, 2010, xxii-xix-763 (ISBN 9780313357466), p. 290-291.